# Ömer Nasuhi Bilmen
Ömer Nasuhi ef. Bilmen (Erzurum, 1882. – Istanbul, 12. listopada 1971.), turski teolog, peti po redu predsjednik Uprave za vjerske poslove Turske. Njegovi objavljeni radovi i teološke rasprave u njegovim djelima su značajno utjecale na turski narod. 

## Životopis
Ömer Nasuhi Bilmen rođen je u selu Salasar u Erzurumu 1882. godine. Osnovno obrazovanje je započeo kod svog ujaka Abdürrezzaka İlmîa, koji je bio muderris (učitelj) u Ahmediyi medresi i Hüseyin Raki ef. koji je bio muderris i erzurumski muftija. U Istanbul se doselio 1908. godine. U tom gradu je nastavio obrazovanje kod Tokatlı Sakira ef. koji je bio učitelj u medresi na Fatihu. Godine 1909. je položio ispit na Pravnom fakultetu gdje je četiri godine studirao pravo. Počeo je raditi kao učitelj u medrese na Fatihu, u Istanbulu.
Godine 1913. godine imenovan je pripravnikom u uredu šejh-ul-islama. Godinu dana kasnije promaknut je u činovnika, a u kolovozu 1915. imenovan je članom Hey'et-i Te'lifiyye. Dana 18. svibnja 1916. imenovan je muderrisom islamskog prava u Darül-Hilafe medresi. U travnju 1917. imenovan je ispitivačem u Apelacijskom sudu. Godine 1922. postao je član Meclis-i Tedkikat-ı Şer'ye. Iste godine je ovaj odjel ukinut, pa je nastavio raditi kao učitelj u medresi. Godine 1923. postao je muderris teološke filozofije (kelam) u Sahnskoj medresi. Godinu dana kasnije medresa je zatvorena. Godine 1926. godine imenovan je musevvidom (činovnikom koji je pravio kopije fetvi) u uredu muftija Istanbula. Dana 16. lipnja 1943. imenovan je istanbulskim muftijom.
Držao je predavanja u Fatih džamiji, Sahna medresi i Osmanskoj srednjoj školi za siročad. Također je držao sate islamskog prava i teološke filozofije u medresama i visokom Islamskom institutu u Istanbulu. Za predsjednika Uprave za vjerske poslove Turske imenovan je 30. lipnja 1960., ali se povukao 6. travnja 1961. godine, manje od godinu dana nakon što je preuzeo dužnost. 
Preminuo je u Istanbulu, 12. listopada 1971. godine.

## Djela
- İslam Hukukunda Manevi Zararların Tazmini (1941)
- Kuran-ı Kerim'den Dersler ve Öğütler I-III (1947. – 50)
- Eshab-ı Kiram (1948)
- Yüksek İslam Ahlakı (1949)
- Büyük İslam İlmihali (1949)
- Hukuku İslamiye ve Istılahat-ı Fıkhiye Kamusu I-VI (1949. – 52)
- Sureti Feth Tefsiri (1953)
- Tefsir Tarihi (1955)
- Kuranı Kerim'in Tefsiri ve Türkçe Meali Alisi (1956)
- Sualli Cevaplı Dini Bilgiler (1959)
- Muvazzah İlmi Kelam (1959)
- İlmi Tevhid(1962)
- Beşyüz Hadisi Şerif

## Vanjske poveznice
- Ömer Nasuhi Bilmen